# Cabreiros (Arouca)
Cabreiros is een plaats (freguesia) in de Portugese gemeente Arouca en telt 186 inwoners (2001).